# For Love's Sweet Sake
For Love's Sweet Sake è un cortometraggio muto del 1909. Il nome del regista non viene riportato nei credit del film.

## Trama
Un ricco giovane che si annoia, pensa di fare uno scherzo alla sorella e chiede al cocchiere di poter prendere il suo posto. Vuole presentarsi alla ragazza nei panni del cocchiere e sorprenderla con un bacio. Ma sbaglia carrozza e così finisce per baciare una bella sconosciuta. Viene arrestato, poi liberato: la ragazza, che lo ha preso in simpatia, lo fa assumere dal padre. Nel suo nuovo lavoro tutto procede bene finché un suo amico non lo riconosce. Quando poi sua sorella viene invitata a cena una sera, egli si trova a doverla servire, provocando grande imbarazzo. Alla fine, tutto si ricompone, lui si licenzia e si impegna per tutta la vita con la ragazza di cui si è innamorato.

## Produzione
Il film fu prodotto dalla Lubin Manufacturing Company.

## Distribuzione
Distribuito dalla Lubin Manufacturing Company, il film uscì nelle sale cinematografiche statunitensi l'8 novembre 1909.